# 薛罽頭
薛罽頭（？—645年），朝鲜半岛新罗人。
薛罽頭是新羅衣冠子孫。曾经和親友四人，宴會飮酒，各言其志。薛罽頭说：“新羅用人論骨品，如果不是骨品之族，即使有鴻才傑功，也不能踰越。我願西遊中華國，奮发不世之略，立下非常之功，自己打开富贵之路，備簪紳劒佩，出入天子之側，就满足了。”唐高祖武德四年（621年），隨海船西渡到唐朝。唐太宗貞觀十九年（645年），太宗親征高句麗，薛罽頭毛遂自薦，担任左武衛果毅。到达遼東，與高句麗人在駐跸山下交战，深入敌阵，力鬪而死，功居一等。太宗問：“这是何許人？”左右回答是新羅人薛罽頭。太宗流泪说：“我国人尚且怕死，观望不前，而外國人爲我死事，怎么能報答他的功劳？”問随从听到他平生之願，脫下御衣盖到他身上，追赠爲大將軍，以禮安葬。